# Držovice
Obec Držovice (německy Držowitz) se nachází v okrese Prostějov v Olomouckém kraji, v severovýchodním sousedství města Prostějov na bývalé císařské silnici do Olomouce. Žije zde přibližně 1 600 obyvatel.

## Název
Jméno vesnice bylo odvozeno od osobního jména Drž(a), což byla domácká podoba některého jména začínajícího na Drž- (např. Držislav, Držkraj apod.). Zprvu se jednalo o pojmenování obyvatel vsi, Držovici, které znamenalo "Držovi lidé".

## Historie
Historii obce Držovice zapisovali písaři, učitelé a kronikáři Vojtěch Smrček, Karel Kyselý, Michal Petrák a Kašpar Bár do roku 1972. V roce 2007 se kroniky ujala Mgr. Eliška Freharová, která doplnila údaje z let 1972–2006, která v roce 2017 na svou funkci rezignovala. Kronikářkou byla poté březnu 2018 zvolena pí Hana Weinerová, DiS. Kroniky a kniha jsou uloženy v prostějovském archivu.

### Středověk
První zmínka o Držovicích pochází z roku 1141 na soupisu obcí patřících olomouckému biskupství, které tu vlastnilo pozemky o rozloze dvou popluží. Původní název byl Dirsouicih, který podle legendy vznikl po tragickém činu v nedalekých Vrahovicích, kdy pachatel prchal směrem na západ do osady, kde byl později zadržen, a kdy osada získala své jméno Držovice. Výklad jazykovědce Františka Kopečného však uvádí, že název pochází od slova Drž, což znamená lidé, kteří k němu patřili (jinak též ves držovných lidí). Roku 1365 vlastní Držovice blíže neznámý Budislav. V roce 1368 Oneš z Držovic prodal Lovkovi z Prus společně s Markvartem a Adamem z Dobromilic poplužní dvůr, dva lány polí, dvě chalupy a půl krčmy, čímž se jeho majetek, tvrz (zanikla po husitských válkách kolem roku 1466), mlýn, les, rybník a ovocné zahrady, ještě rozrostl. V roce 1398 dědictví po Lobkovi (už) z Držovic koupil Ješek Puška z Kunštátu. Na konci 15. století získal velkou část držovic Jan Heralt z Kunštátu (majitel Plumlova, čímž se obec přiblížila Plumlovskému panství. Ten vybudoval na louce Trávník a na pastvišti rybník (podnikáním se ale silně zadlužil). Roku 1492 se stala držitelkou obce Johanka z Kravař a Plumlova, která obci dala právo odúmrti. V roce 1571 získala obec od tehdejšího majitele Vratislava z Pernštejna právo užívat vlastní znak a pečeť, která se však nedochovala. Historický znak spolu s nově vzniklou vlajkou užívají Držovice od roku 2009 po obnovení samostatnosti oddělením od Prostějova 1. července 2006.

### Novověk
V té době tu někdejší majitel, kanovník Racek z Trpenovic, vařil pivo a Štěpán ze Seloutek a Jíchové pěstoval vinnou révu. Písemné doklady z roku 1590 jsou bohaté na informace nejen o obchodních transakcích, ale také o velikosti obce či o složení obyvatelstva. Žili tu dva držitelé velkých gruntů, 37 sedláků, 16 zahradníků, tři podsedníci a jeden chalupník. Hodně se využívaly oba mlýny a obě krčmy, kde se utužovaly sousedské vztahy. Držovice byly v tomto roce největší obcí Plumlovského panství, což ukazuje, že byly současně i bohatou lokalitou a výhodným obchodním zbožím, na kterém se dalo bohatnout. Potvrzením bylo odkoupení hejtmanem Markrabství moravského Joachim Haugvic z Biskupic roku 1599, kdy tak došlo ke spojení s Vrahovicemi a Kralicemi a vytvoření kralického panství, které se udrželo až do roku 1848. Toto uskupení pouze měnilo majitele. Po smrti Joachima jej zdědil syn Karel, který ho v roce 1637 prodal Juliovi hraběti ze Salm-Neuburka, roku 1725 se vlastníkem stal tajný rada a dvorní vicekancléř Jan Bedřich svobodný pán (později hrabě) ze Seilernů. Kralický velkostatek se v roce 1834 skládal z pozemků na území dnešních Kralic, Vrahovic, Sajlerova, části Vrbátek a Držovic. Žilo zde 2336 obyvatel. Prosperovala zde nejen rostlinná, ale i živočišná výroba, zejména koně, hovězí dobytek, vepři, husy, kozy a docházelo i k zušlechťování dobytka dovozem býků ze Švýcar. Řemeslníků bylo velice málo, pouze nejnezbytnější (kováři, krejčí, etc.), žil zde ranhojič a čtyři porodní asistentky. Držovský dvůr byl víceméně samostatný až do rozpadu v roce 1923 díky pozemkové reformě. Majitel-velkostatkář Josef Seilern-Aspang nabídl své pozemky o výměře 80 ha dobrovolně k parcelaci a dělení mezi cca 50 rolníků je označováno jako jeden z prvních aktů poválečné pozemkové reformy v ČSR.

### Konflikty

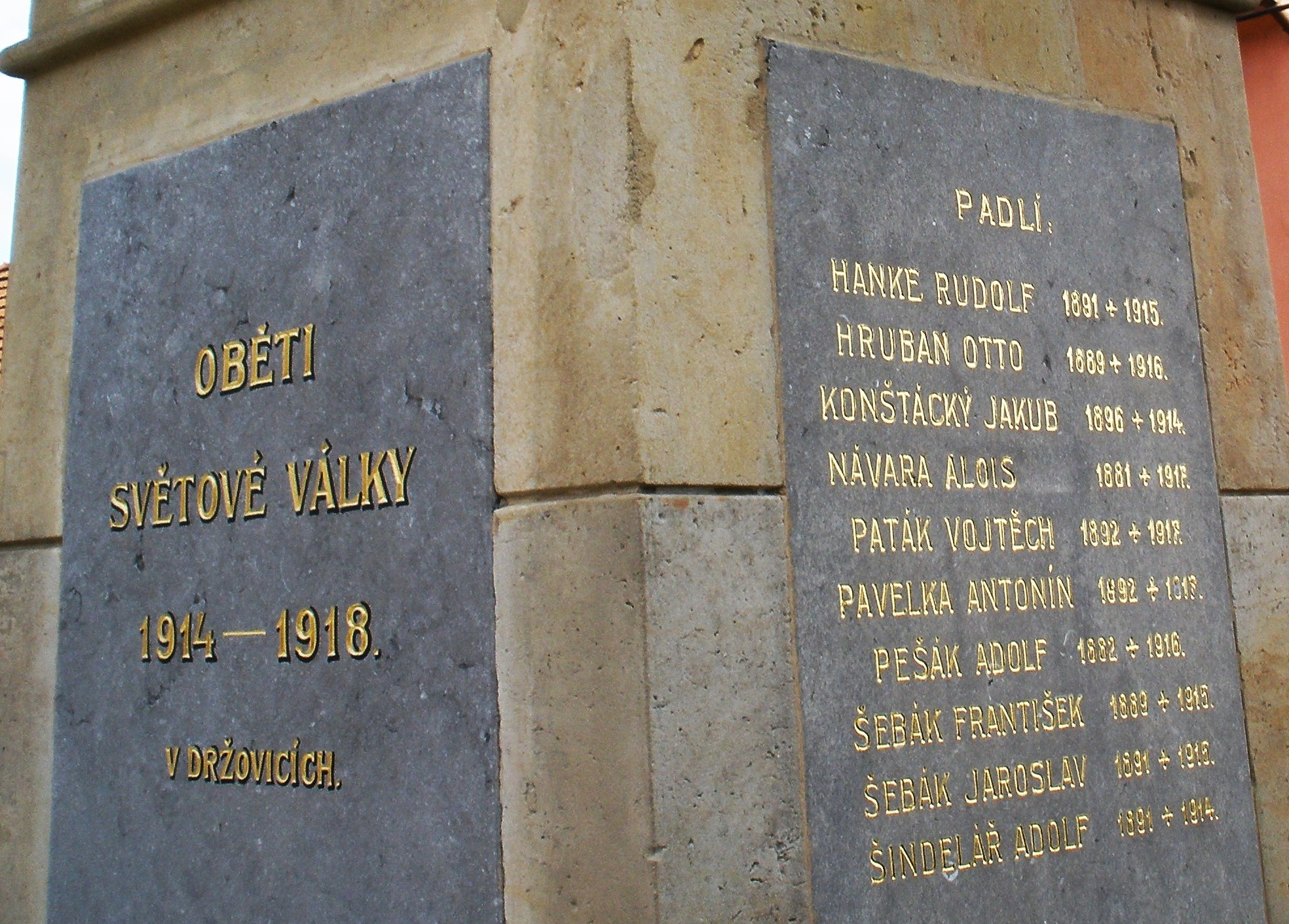
Památník padlým občanům (detail)

Poloha obce u starodávné zemské obchodní tepny mezi Olomoucí a Prostějovem, jejíž význam byl umocněn vybudováním císařské silnice, měla své klady i zápory. V době válek tudy táhla všechna vojska putující našimi zeměmi. Během třicetileté války se zde v roce 1642 objevovali Švédové rozložení u Olomouce a podle záznamů roku 1656 bylo celkem z 58 domů pouze 19 obydlených. Obec se vzpamatovávala jen velmi pomalu, v letech 1657–1678 se podařilo nově obsadit 22 gruntů a i 30 let po válce jich pustých zůstalo ještě 17. V polovině 18. století navíc muselo všech 29 držovských sedláků a 27 chalupníků vykonávat třídenní robotu se třemi koňmi, respektive dvou denní „pěší robotu“ každý týden. Tato povinnost se nevztahovala na dva domkáře a 14 podruhů. Navíc musely být ročně vrchnosti odevzdány naturálie ve formě příze a peněžní částkou. V roce 1742 byla obec vypleněna Prusy. Roku 1758 se zde pruské vojsko usadilo a vybudovalo pekárnu, která zásobovala oddíly v celém okolí. Tehdy došlo u Držovic srážky Prusů s císařskými oddíly, kdy zvítězili Prusové. Roku 1805 se obcí prohnaly armády Rusů a Rakušanů nastupující do bitvy u Slavkova. Později se v místní krčmě (dnes U Romže) konalo francouzsko-rusko-rakouské jednání o rozmístění vojsk a demarkační linie.
Do první světové války narukovala většina mužů, z nichž se 23 nikdy nevrátilo. Podzim roku 1938 byl bouřlivý díky přesunům armády ČSR v rámci mobilizace, aby se 15. března 1939 táhla od Prostějova až pod kopec Floriánek kolona tanků a vojenských automobilů nacistické okupace. Roku 1940 došlo k zatýkání občanů pro ilegální poslech rádia. Pomník padlých obětí první a druhé světové války (z roku 1928) připomíná hrdinství a statečnost těch, kteří se s národní porobou nesmířili. Obyvatelé byli roku 1945 nasazeni ke kopání zákopů, na jaře se nad obcí odehrály letecké bitvy a po útěku německých, maďarských i slovenských vojáků došlo ráno 9. května 1945 k osvobození Rumuny a vzápětí Rudou armádou. Oběti na životech pokračovali i během totalitního režimu.

### Významná data
- 1141 – 1. zmínka o vsi jako majetku Držovných lidí
- 1398 – majitelem Ješek Puška z Kunštátu, postaven mlýn (nedochoval se)
- 1408 – zápis o tvrzi (neznámo, kde stála)
- 1492 – nejznámější majitelka Johanka z Kravař a Plumlova
- 1571 – 1. znak Držovic a pečeti od Vratislava z Pernštejna
- 1599 – majitel Joachim Haugvic z Biskupic spojil obec s Vrahovicemi a Kralicemi
- 1708 – na kopci postavena kaple sv. Floriána
- 1728 – stavěla se císařská silnice (dnešní Olomoucká)
- 1873 – založena Rolnická záložna
- 1875 – založen čtenářsko-pěvecký spolek Svornost (19. března)
- 1876 – ve Vrahovicích otevřen společný hřbitov Vrahovic a Držovic (do roku 1947)
- 1892 – založen Sbor dobrovolných hasičů (7. května)
- 1900 – postavena silnice do Smržic a Vrahovic
- 1914 – založen Sokol
- 1918 – oslava samostatnosti ČSR, vysazena lípa svobody na návsi č. 33 (29. října)
- 1919 – 1. volby v ČSR, starosta Vincenc Pluskal (ČSSD), vysvěcena kaple ve vesnici (postavena 1914–1916)
- 1931 – 1. autobusový spoj do Olomouce
- 1940–1941 – zatýkání, věznění a umučení několika občanů německými okupanty
- 1945 – osvobození Rumuny a Rudou armádou (9. května)
- 1947 – 1., neúspěšný, pokus připojit obec k Prostějovu
- 1950 – Držovice připojeny k Prostějovu, první okružní autobus ČSAD (Prostějov-Držovice-Vrahovice-Trpinky-Prostějov)
- 1954–1975 – samostatnost obce
- 1976–2006 – Držovice součástí Prostějova
- 2007 – samostatnost obce (1. července), vznik místních novin
- 2008 – udělení vlajky obci Parlamentem ČR, první náročné investice
- 2010 – schválení nového územního plánu obce

## Obyvatelstvo

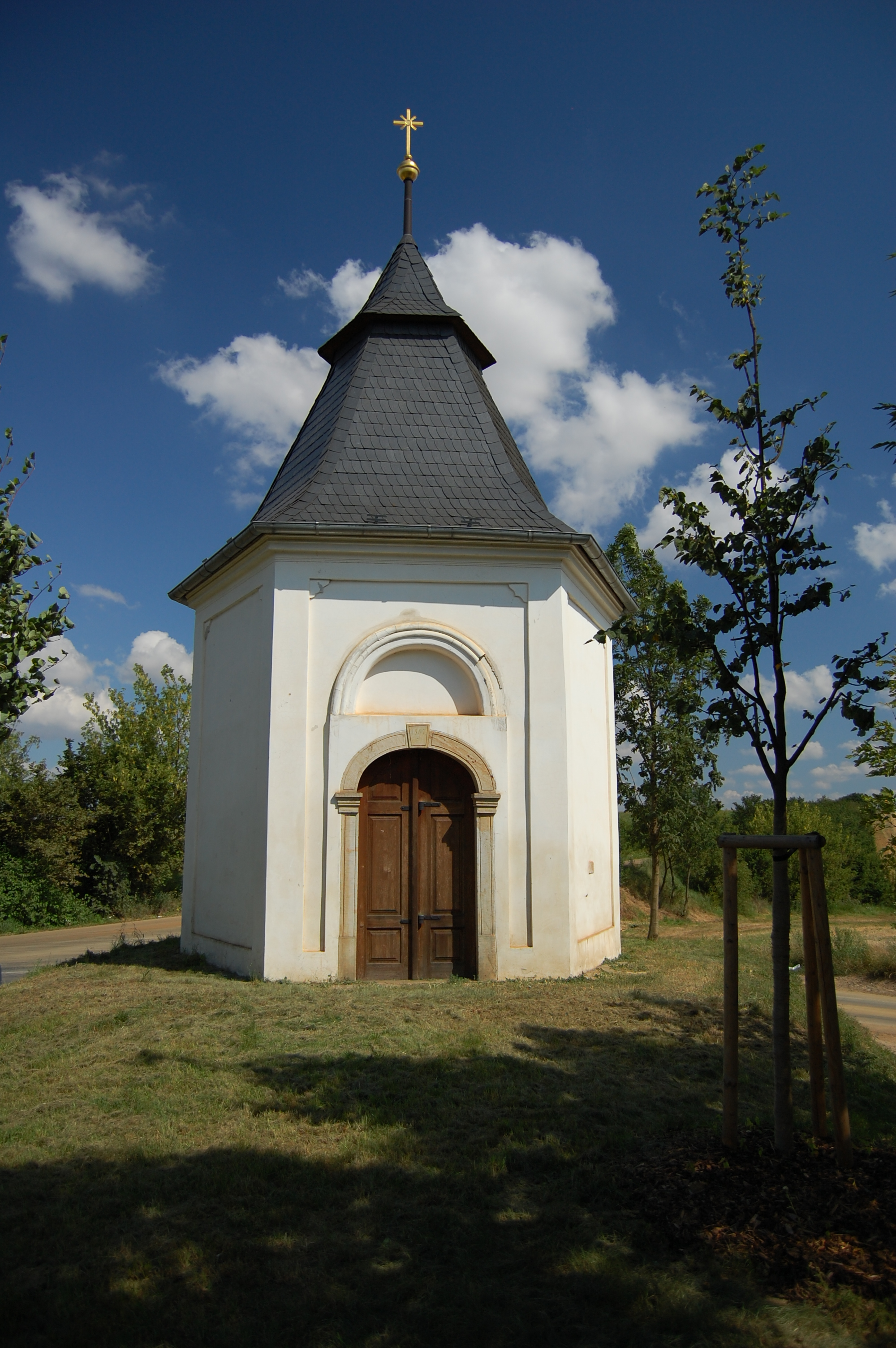
Kaple svatého Floriána nad vesnicí

### Struktura
Vývoj počtu obyvatel za celou obec i za jeho jednotlivé části uvádí tabulka níže, ve které se zobrazuje i příslušnost jednotlivých částí k obci či následné odtržení.
| Místní části   | Místní části  | 1869 | 1880 | 1890 | 1900  | 1910  | 1921  | 1930  | 1950  | 1961  | 1970  | 1980  | 1991  | 2001  | 2011  | 2021  |
| -------------- | ------------- | ---- | ---- | ---- | ----- | ----- | ----- | ----- | ----- | ----- | ----- | ----- | ----- | ----- | ----- | ----- |
| Počet obyvatel | část Držovice | 702  | 837  | 822  | 1 039 | 1 148 | 1 051 | 1 178 | 1 429 | 1 472 | 1 290 | 1 238 | 1 176 | 1 249 | 1 320 | 1 405 |
| Počet domů     | část Držovice | 102  | 128  | 136  | 144   | 155   | 138   | 166   | 292   | 313   | 323   | 325   | 353   | 391   | 435   | 493   |

## Obecní správa a politika

### Zastupitelstvo obce
| Jméno                   | Pozice         | V zastup.    |
| ----------------------- | -------------- | ------------ |
| Studený Jaroslav        | Starosta       | 2006 – dosud |
| Kreplová Františka Jana | Místostarostka | 2017 – dosud |
| Mgr. Čižmárová Renata   | Zastupitelka   | 2017 – dosud |
| Hrazdil Lubomír ml.     | Zastupitel     | 2014 – dosud |
| Kočí Oldřich            | Zastupitel     | 2018 – dosud |
| Kovařík Bedřich         | Zastupitel     | 2014 – dosud |
| Marek Strouhal ml.      | Zastupitel     | 2022 – dosud |

### Finanční výbor
| Jméno               | Pozice   | Členem od    |
| ------------------- | -------- | ------------ |
| Oldřich Kočí        | Předseda | 2022 – dosud |
| Klevetová Eva       | Člen     | 2017 – dosud |
| Hrazdil Lubomír ml. | Člen     | 2017 – dosud |

### Kontrolní komise
| Jméno                 | Pozice      | Členem od    |
| --------------------- | ----------- | ------------ |
| Mgr. Čižmárová Renata | Předsedkyně | 2017 – dosud |
| Ing. Lipčík Petr      | Člen        | 2017 – dosud |
| Strouhal Marek        | Zastupitel  | 2018 – dosud |

### Členství ve sdruženích a občanské iniciativy
Iniciativa občanů stála také za přebudováním zvonice v kostel v letech 1914–1916, jejím vysvěcením v roce 1919 a zavěšením zvonů v témže roce a v roce 1926, kdy se využili peníze sbírané od roku 1901 Jednotou pro vystavení kaple a peníze od rolnické záložny, která roku 1884 přispěla 40 000 korunami. Roku 1708 byla vybudována kaple sv. Floriána, věřící navštěvovali kostel ve Vrahovicích a místní hřbitov, než byl držovský v letech 1947–1950 zbudován.
Od roku 1890 vlastnil čtenářsko-pěvecký spolek Svornost, působící v letech 1875 až 1928 knihovnu s téměř 300 knihami. V roce 1895 vynikl odbor Ústřední matice školské a v roce 1910 Národní jednoty, které se staraly o podporu českého školství nejen v obci, ale také v okolí. Význam mělo založení Rolnické záložny roku 1873, která se velmi rychle stala podnikem s milionovým majetkem, a která se nejen starala o sociálně slabé spoluobčany, a příspěvky na školy a kostely, ale zároveň navázala na zánik prostějovské záložny, která oslabila pozici Čechů v zápase s Němci o správu radnice. Z popudu Karla Kyselého v roce 1892 došlo k založení Sboru dobrovolných hasičů, který přežil všechny politicko-společenské změny a dodnes vévodí všem místním spolkům. Sokol, vzniklý v roce 1914, tehdy ještě jako odbor prostějovského spolku, které se později osamostatnil, proslavil obec fotbalem a kulturistikou. Za zmínku stojí také zahrádkáři a chovatelé, působící v obci dodnes. V letech 1918–1938 měli silné zastoupení agrárníci a komunisté, což ovlivnilo složení obecního výboru a obsazení místa starosty.

### Místní organizace
- SDH Držovice – Sbor dobrovolných hasičů byl založen 7. května 1892 jako spolek občanů, kteří si vzájemně pomáhali nejen v případě požáru, ale organizovali i cvičení, školení, soutěže a plesy. I v dnešní době se členové SDH účastní cvičení, školení, soutěží a pořádají různé akce.
- ČSCH Držovice – Český svaz chovatelů byl založen v roce 1965 s cílem pomáhat chovatelům a vzdělávat je na besedách a konzultačních setkáních. Každoročně první týden v měsíci květnu členové ČSCH organizují v prostorách držovického fotbalového hřiště výstavu svých chovatelských úspěchů.
- TJ Sokol Držovice byl založen 26. dubna 1914 jako dobrovolná sportovní organizace, která organizovala pravidelná cvičení, veřejná vystoupení, plesy i soutěže. Dnes pod tímto názvem vystupuje fotbalový oddíl, hrající v okresním přeboru ve věkových kategoriích mužů, staršího dorostu i mladších žáků.
- ČZS Držovice – Český zahrádkářský svaz Držovice vznikl jako spolek v roce 1957, dodnes sdružuje zájemce o pěstitelskou činnost, organizuje výstavy svých výpěstků, každoročně pořádá jarní a podzimní tematické zájezdy po České republice. Členové svazu také aktivně pomáhají při zlepšování životního prostředí v obci.

### Samostatnost
Následný systém zvýhodňoval dotacemi větší města a tak byl vyvíjen tlak na připojení Držovic k Prostějovu. První pokus 1947 nebyl úspěšný, avšak 26. ledna 1950 došlo k připojení jako jeho část, Prostějov II. V roce 1954 došlo k přehodnocení tohoto stanoviska a až do 31. prosince 1975 byla obec samostatná. Poté až do 30. června 2006 byla obec součástí Prostějova, než došlo k opětovnému odtržení na základě referenda.

## Hospodářství

### Průmysl a služby
Poloha Držovic přinášela výhodu lehké dostupnosti městských center, což zároveň vedlo k nedostatku nutnosti obec rozvíjet. Od roku 1931 občané využívali autobusový spoj do Olomouce, na který navázaly spoje do Vrahovic a do Smržic (1900). Roku 1950 začal jezdit okružní autobus spojující Držovice, Vrahovice, Trpinky a Prostějov. Tato snadná dostupnost okolí způsobila, že došlo k redukci čtyř hostinců a pěti obchodů v roce 1933 na dva obchody a dva hostince v roce 1948, poštovní úřad ani schránky neexistovaly a jediný telefon se nalézal v místní cihelně. Za první republiky existoval také pouze jeden mlýn (Františka Bayera do roku 1945), cihelna firmy Konečný a Nedělník, umělecké slévárny kovů firmy Ferdinand Dvořáček, autodíly firmy A. Indra, karosárny firmy A. Zapletal a dvou pískoven. Znárodněním roku 1948 se tyto podniky transformovaly do Hanáckých cihelen (od 1960 součást Cihelny G. Klimenta v Brně), Cílu (následně Kodruka a nakonec Mechanika) a Indrův znárodněný podnik (1950) byl roku 1960 sloučen s karosárnou a přešel do Mechaniky. Nezemědělci byli zaměstnáni v prostějovských podnicích a úřadech.
Ani JZD nemohlo existovat samostatně a společně s JZD v Olšanech, Dubanech, Prostějově a Smržicích se stalo součástí JZD 30. výročí osvobození se sídlem ve Vrbátkách, představující největší zemědělský závod na Prostějovsku (4 380 ha a 1200 členů). I přes násilné praktiky spojené s vytvářením JZD jsou mnozí lidé na tento kolos dodnes hrdí. Až do 50. let zůstávalo JZD v Držovicích družstvo menšinové, dokud nedošlo k ostré perzekuci Aloise Kaštyla a Františka Pospíšila (1957/1958) a následně se v roce 1958 k 62 družstevníkům přidalo 70 dosud samostatných rolníků.

## Společnost

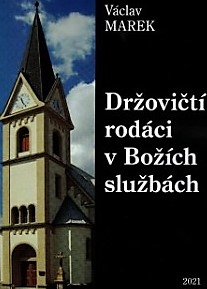
Obálka knihy Držovičtí rodáci z r. 2021

### Významné osobnosti
- Svatopluk Bohumil Kyselý (1872–1935) římskokatolický kněz, vysvěcen 1895, čestný konzistorní rada, prozaik a překladatel.[6]
- Bořivoj Karel Kyselý (1875–1960) římskokatolický kněz, vysvěcen 1898, ThDr., vysokoškolský pedagog, papežský komoří, konzistorní rada, asesor, kněz jubilár.[7]
- Alois Lang (1869–1957) římskokatolický kněz, ThDr., středoškolský pedagog, papežský komoří, čestný konzistorní rada, kněz jubilár, literát.
- Bartoloměj Smečka (1887–1957) římskokatolický kněz, vysvěcen 1910, konzistorní rada, auditor, viceděkan.[8]
- Jan Kyselý (1847–1922) první učitel od r. 1870 nově postavené školy v obci.
- Karel Kyselý (1853–1928) nadučitel a organizátor společenského života v obci na konci 19. a zač. 20. stol.
- Pavel Marek (*1949), od r. 1959 žijící v Držovicích, emeritní profesor českých dějin zabývající se problematikou českého politického katolicismu a vývoji pravoslavné církve v Československu.

### Školství
Revoluční události 1848/1849 započaly liberizaci a demokratizaci obyvatelstva, která vyvrcholila v občanské iniciativy vedoucí k řadě významných činů. Až do konce 60. let 19. století držovické (držovské) děti navštěvovaly základní školu ve Vrahovicích, avšak v roce 1870 byla postavena první školní budova, tenkrát ještě jednotřídka, která však brzy nestačila a roku 1912 byla rozšířena na čtyřtřídku. Po první světové válce škola zápasila s prostorovými problémy a tak došlo v letech 1933/1934 k rekonstrukci a dostavby budovy do dnešní podoby. Ke stávajícím třídám byly přibudovány čtyři nové, a tak do 70. let 20. století její kapacita vyhovovala. V dalším období však docházelo k redukci tříd až nakonec došlo k uzavření základní školy a předání budovy střední průmyslové škole. Tak obec přišla nejen o jedno z přirozených středisek místního dění, ale také o místní učitele, kteří se významně podíleli na veřejném životě. První místní pedagog, Jan Kyselý se zasloužil o vybudování žákovské a učitelské knihovny a dalších místních spolků stejně jako jeho bratr Karel Kyselý, který navíc založil nadaci pro chudé žáky.

### Volný čas
Na podzim roku 2018 byla zahájena výstavba sportovního hřiště na ulici Gorkého. Na jaře 2019 byla výstavba dokončena a otevřeno veřejnosti. Hřiště je s umělým povrchem, lze zde provozovat různé sporty (např. volejbal, nohejbal, basketbal, tenis…).

## Pamětihodnosti
- Kaplička svatého Floriána u státní silnice Prostějov–Olomouc
- Poklona svaté Anny u státní silnice Prostějov–Olomouc
- Cyklostezka vedoucí z Držovic do Smržic
- Kostel Panny Marie Hostýnské na návsi